# Pasijonisti
Pasijonisti, uradno znani kot Družba trpljenja Jezusa Kristusa (latinsko Congregatio Passionis Iesu Christi skrajšano CP; angleško Congregatio Passionis Iesu Christi; nemško Kongregation vom Leiden Jesu Christi;) so katoliška kleriška moška verska družba papeškega prava, ki jo je utemeljil sveti Pavel od Križa 1720 s poudarjeno pobožnostjo do Jezusovega trpljenja. Znan simbol družbe je stilizirano Trpljenje Jezusa Kristusa s križem, ki ga pripadniki pogostoma nosijo na črnem oblačilu.

## Zgodovina

### Ustanovitev, pravila, potrditev družbe
Sveti Pavel od Križa se je rodil kot Paolo Francesco ter najstarejši izmed 16 otrok obubožane plemiške družine Danei 3. januarja 1694 v Ovadi v Piemontu (danes SZ Italija). Že od mladih nog je pomagal očetu v trgovini, česar ni gledal kot iskoriščanje, ampak kot čast in dobrodošlo pomoč staršem. Resna in pobožna mati pa ga je učila Ljubezni do molitve in premišljevanja Kristusovega trpljenja. Ti zgledi so se mu v srce vtisnili tako globoko, da je še 1750 to omenil v govoru za starše: 
»Če se bom zveličal, kakor upam, moram biti za to posebno hvaležen dobri materi.« 
22. novembra 1720 – dan po prazniku Marijinega darovanja – je Pavel od aleksandrijskega škofa barnabita Gattinara prejl črno redovniško obleko, kakršno bodo odslej nosili njegovi sobratje: črne barve je v znamenje žalovanja ob spominu na Jezusovo trpljenje in smrt. Ustanovitelj se je nato umaknil v cerkev svetega Karla in Ane v Castellazzu, kjer se je posvetil sestavljanju pravil za svojo novo družbo.
Na začetku se je družba imenovala Družba bosonogih klerikov Presvetega Križa in Trpljenja Našega Gospoda Jezusa Kristusa (angleško: Congregation of Discalced Clerks of the Most Holy Cross and Passion of Our Lord Jesus Christ; latinsko: Congregatio Clericorum Discalceatorum Sanctissimae Crucis et Passionis Domini nostri Iesu Christi).
Pavel je napisal pravila družbe – po njegovih lastnih besedah – med 2. in 7. decembrom 1720 tako hitro, kot bi mu jih kdo narekoval, čeprav ni imel pojma, kako imajo drugi redovi sestavljena pravila. 7. junija 1725 je papež Benedikt XIII. Pavlu odobril, da ustanovi svojo družbo; ob isti priložnosti je Pavla in njegovega brata Janeza posvetil za duhovnika.
Nekaj časa sta služila v bolnišnici St. Gallicano, nakar sta 1737 s papeževim dovoljenjem zapustila Rim in se podala na Monte Argentario,, kjer sta ustanovila prvo redovno hišo. Nastanila sta se pod vrhom gore v majhni koči-samostanu, h kateremu je bila prizidana kapela, posvečena svetemu Antonu. 
Kmalu so se jima pridružili še trije mladeniči, od katerih je bil eden duhovnik. Začeli so redovniško skupno življenje po pravilih s skupno molitvijo in delom, kar se tam nadaljuje vse do danes.
Pavel od Križa in njegovi tovariši – zdaj jih je bilo že šest duhovnikov in dva brata – so začeli duhovne vaje. 11. junija 1741 so na svoje črne tunike prvič pritrdili "znak" Jezusovega Trpljenja (Jesu XPI Passio). Obnovili so zaobljube, medtem ko so novi člani izrekli prve zaobljube.

#### Ženska veja družbe
Pavel od Križa je ustanovil tudi žensko vejo pasijonistov – pasijonistinje.

### Širjenje nove družbe
1769 je Klemen XIV. podelil pasijonistom iste pravice, kot so jih uživale druge verske ustanove. Tako niso postali verski red s slovesnimi zaobljubami – kot so to bili stari strogi redovi, na primer trapisti ali benediktinci, ampak verska družba s preprostimi zaobljubami, kot je že obstajala podobna Družba Jezusova in lazaristi. 
Ob svoji smrti je Pavel od Križa zapustil dvanajst hiš; vse so se nahajale v Laciju, razen tiste na Monte Argentario, ki je bila v Toskani.
1781 so prispeli pasijonisti v Bolgarijo, ter se začeli posvečati delu v zunanjih misijonih.

### Zatrtje in obnova
Ko se je ravno začela širiti, jo je pod vplivom svobodomiselnih načel enciklopedistov in francoske revolucije zatrl Napoleon leta 1808, ter je morala nadaljevati delovanje le na skrivaj. Po svoji zmagoslavni vrnitvi iz ujetništva v Rim jo je 26. junija 1814 obnovil papež Pij VII.. Pokazal je do nje svojo posebno povezanost in naklonjenost z bulo Gravissimas inter curas z dne 5. avgusta 1814, s katero je znova odobril potrditev družbe, ki so jo storili njegovi predniki in se je izrazil kot njen posebni zaščitnik.Ta isti papež je obnovil tudi od njegovega predhodnika zatrto Družbo Jezusovo
Posebno dolgotrajno in rodovitno je predsedoval družbi njen vrhovni general Antonio Testa (1839-1862), pod čigar vodstvom so odprli hiše v Franciji, Belgiji, na Nizozemskem, Angleškem, Irskem ter prek oceanov v Avstraliji in Ameriki.

## Poslanstvo
Pasijonisti imajo dva glavna cilja: oznanjevalne misijone in kontemplativno ali premišljevalno življenje, ki so ju skušali povezovati; že ustanovitelj js skušal združiti prvine kontemplativnih redov, kot so trapisti in karmeličanii skupaj z razgibanimi in dejavnimi redovi, kot so jezuiti in lazaristi.
Tako člani kot delovanje družbe so zaupani varstvu Blažene Device Marije pod naslovom Marija sedem žalosti oziroma Žalostna Mati Božja. Ona je glavna zavetnica družbe, a sozavetnika sta Sveti nadangel Mihael in Sveti Jožef. Njihove praznike skupnost praznuje posebno slovesno; poleg njih pa častijo tudi ustanovitelja, svetega Pavla od Križa in druge svetnike družbe. 
Tradicionalno je poglavitni namen družbe pasijonostov tudi oznanjevanje misijonov in duhovnih vaj. Sam Pavel od Križa je govoril, da je družbo ustanovil z namenom, "da bi ljudi naučila moliti". To počnejo pasijonisti z različnimi dejavnostmi, kot so npr. duhovne vaje, ljudski misijoni, osebno duhovno vodstvo in ustanavljanje molitvenih skupin. 
Danes pasijonisti pogostoma pomagajo krajevni Cerkvi pri dušnopastirskih nalogah, kot so: maševanje, spovedovanje, obiskovanje bolnikov in delitev bolniškega maziljenja. Zaradi splošnega pomanjkanja duhovnikov sprejemajo v upravo tudi župnije. Širom sveta vodijo številna središča za duhovne vaje, predavanja in premišljevanja.

## Podatki
Poleg letnice je navedeno število klerikov v družbi, sledi število sobratov-pomočnikov in nato skupno število redovnikov.
| leto | redovniki kleriki | sobratje pomočniki | skupno število |
| ---- | ----------------- | ------------------ | -------------- |
| 1747 | 29                | 9                  | 38             |
| 1775 | 114               | 62                 | 176            |
| 1809 | 145               | 88                 | 233            |
| 1840 | 226               | 130                | 356            |
| 1878 | 487               | 263                | 750            |
| 1908 | 1.042             | 449                | 1.491          |
| 1939 | 2.496             | 621                | 3.117          |
| 1970 | 3.282             | 636                | 3.918          |
| 1978 | 2.614             | 451                | 3.065          |

31. decembra 2008 je družba imela 363 hiš in 2.167 redovnikov, od katerih jih je bilo 1.653 duhovnikov. 

### Svetost v družbi
Svetniki
1. Pavel od Križa, ustanovitelj družbe[15]
2. Vincencij Strambi, škof;[16]
3. Gabrijel od Žalostne Matere Božje, (rojen kot Gabriello Possenti) študent;[17]
4. Gema Galgani, pripravnica pasijonistinj, stigmatinja;[18]
5. Inocenc od Brezmadežne (rojen kot Innocencio Canoura Arnau), mučenec Španske državljanske vojne;[19]
6. Karel z gore Argusa (Charles of Mount Argus), Nizozemec, ki je deloval v Dublinu na Irskem; [20]
7. Marija Goretti, mučenka, žrtev spolnega nasilja; pasijonisti so jo učili verouka in pripravljali na prvo sveto obhajilo[21]

Blaženci
1. Vincencij Evgen Bosilkov, bolgarski škof in mučenec 1952 pod komunizmom; (angleško: Eugene Bossilkov, Bulgarian Bishop and Martyr)
2. Lovrenc od sv. Frančiška Ksaverija, misijonar; (angleško: Lorenzo Maria of Saint Francis Xavier, Missionary)
3. Izidor De Loor, brat pomočnik; (angleško: Isidore De Loor = Isidore of Saint Joseph, lay brother)
4. Dominik Barberi, ki je znan po tem, da je sprejel v katoliško Cerkev voditelja Oksfordskega gibanja Henrija Newmana. Danes bi rekli, da ga je sprejel v popolno občestvo; (angleško: Dominic Barberi, notable for having received John Henry Newman into the Catholic faith)
5. Bernard od Jezusa, vrhovni predstojnik pasijonistov in magister sv. Gabrijela od Žalostne Matere Božje; (angleško: Bernard Mary of Jesus, Superior General and Novitiate classmate of St Gabriel of Our Lady of Sorrows)
6. Grimald od Očiščvanja, študent; (angleško: Grimoaldo of the Purification, student)
7. Pij od sv. Alojzija, študent; (angleško: Pius of Saint Aloysius, student)
8. Dajmijelski mučenci - 26 mučencev Španske državljanske vojne med 1934-1939 (angleško: The twenty-six Catholic Martyrs of Daimiel).